# Нагаєв Ігор Володимирович
Ігор Володимирович Нагаєв (нар. 24 лютого 1966) — український веслувальник на байдарці, дворазовий призер Олімпійських ігор, заслужений майстер спорту СРСР. Головний тренер збірної України з веслування на байдарках і каное.

## Біографія
Закінчив Київський спортивний ліцей-інтернат. Виступав за «Динамо» (Київ). 

### Спортивні досягнення
На літніх Олімпійських іграх 1988 року в Сеулі завоював дві срібні нагороди: на байдарці двійці (500 м) і четвірці (1000 м).
Бронзовий призер чемпіонату світу 1986 року на байдарці-одиночці. 
Чемпіон СРСР 1984–1988 рр.. та 1990 р. на одиночці і двійці.